# After Forever
After Forever a fost o formație de metal simfonic/gothic metal/Power metal din Olanda. After Forever a avut o solistă soprană (Floor Jansen), iar trupa are influențe progresive.

## Membri formației
- Floor Jansen - voce (1997-2009)
- Sander Gommans - chitară, voce bas (1995-2009)
- Bas Maas - chitară, voce (2002-2009)
- Luuk van Gerven - chitară bas (1996-2009)
- Joost van den Broek - clape {2004-2009)
- André Borgman - baterie, percuție (2000-2009)

### Foști membri
- Mark Jansen (Epica) - chitară, voce groasă (1995-2002)
- Joep Beckers - baterie, percuție (1995-2000)
- Jack Driessen - clape (1995-2000)
- Lando van Gils - clape (2000-2004)

### Invitați
- Sharon den Adel (Within Temptation)- mezzo-soprană pe melodia Beyond Me (Prison of Desire)
- Simone Simons (Epica) - mezzo-soprană pe melodia Beyond Me (Live in Hardenberg 26 decembrie 2007)
- Mark Jansen (Epica) - chitară și voce pe melodia Beyond Me (Live in Hardenberg 26 decembrie 2007)
- Doro Pesch (Warlock)- voce pe melodia Who I Am (Release Party @ Tivoli 17. aprilie 2007 Tilburg)
- Jeff Waters (Annihilator) - chitară pe melodia De-Energized (After Forever)
- Amanda Somerville - voce Alto (Reimagine, After Forever)
- Melissa 't Hart - soprană pe melodiile Mea Culpa, Leaden Legacy, Follow in the Cry, Slence From Afar, Yield to Temptation (Prison of Desire)
- Caspar de Jonge - tenor Prison of Desire

## Discografie

### Albume
- Prison of Desire (2000)
- Decipher (2001)
- Invisible Circles (2004)
- Reimagine (2005)
- After Forever (2007)

### EP-uri
- Exordium (2003)

### Single-uri
- Follow in the Cry (2000)
- Emphasis/Who Wants to Live Forever (2002)
- Monolith of Doubt (2002)
- My Choice/The Evil That Men Do (2003)
- Digital Deceit (2004)
- Being Everyone (2005)
- Two Sides/Boudaries Are Open (2006)
- Energize Me (2007)
- Equally Destructive (2007)

### Demo-uri
- Ephemeral (2009)
- Wings of Illusion (1999)

### Compilații
- Mea Culpa (2006)